# Leucothyreus parvulus
Leucothyreus parvulus är en skalbaggsart som beskrevs av Ohaus 1931. Leucothyreus parvulus ingår i släktet Leucothyreus och familjen Rutelidae. Inga underarter finns listade i Catalogue of Life.